# 魁北克 (康乃狄克州)
魁北克（英語：Quebec）是位於美國康乃狄克州溫德姆縣的一個歷史區。該地的面積和人口皆未知。

## 地理
魁北克的座標為41°47′54″N 71°53′21″W / 41.79833°N 71.88917°W，而該地的平均海拔高度為64米（即210英尺）。